# Barry Prima
Barry Prima (född 1955 i Bandung, Indonesien, riktigt namn Bertus Knoch) är en indonesisk skådespelare och kampsportutövare. Han var vän till regissören Sisworo Gautama Putra och filmdebuterade i dennes film Primitif 1978 och under 1980-talet var han en av indonesisk films största stjärnor. Bland hans mest kända filmer är Jaka Sembung (The Warrior) och Golok setan (Devil's Sword). På senare tid har han medverkat i bland annat Janji Joni (2005).

## Filmografi (urval)
- 2008 – Lost in Love
- 2008 – Extra large, antara aku, kau dan Mak Erot
- 2007 – Enam
- 2006 – Koper
- 2006 – Realita, cinta dan rock'n roll
- 2005 – Janji Joni
- 1993 – Perawan lembah wilis
- 1990 – Jaka tuak
- 1990 – Jampang
- 1990 – Tarzan penunggu harta karun
- 1989 – Tarzan raja rimba
- 1985 – Hell Raiders
- 1985 – Jaka Sembung & Bergola Ijo
- 1984 – Danger - Keine Zeit zum Sterben
- 1984 – Golok Setan
- 1983 – Jaka Sembung vs Si Buta
- 1982 – Nyi blorong
- 1982 – Sundelbolong
- 1981 – Jaka Sembung
- 1981 – Srigala
- 1979 – Special Silencers
- 1979 – Primitif